# Хайнань (острів)
Хайна́нь — острів у Південнокитайському морі; територія Китаю. Відокремлений від материка протокою Хайнань.

## Географія
Острів відокремлений від материка протокою, яка має ширину від 15 до 30 км, при глибині до 44 м. Площа 34 тисячі км². За цим показником острів займає 42-ге місце у світі і перше в КНР (за версією комуністичного Китаю, острів другий за величиною в країні, після острова Тайваню, який де-факто належить Республіці Китай).
На півночі острова рівнини, в центральній і південній частині гори (висота до 1840 м; гора Вучжі або Вучжі-Шань). Вічнозелені ліси і чагарники. Резерват Ледун-Цзяньфинлін, декілька заказників. Вирощування рису, бавовнику, цукрової тростини.

## Клімат
Клімат вологий субтропічний, тропічний. Опадів до 3000 мм на рік. Середньорічна температура повітря — + 24°С, води — + 26 °С. Понад 300 днів на рік стоїть ясна сонячна погода.

## Галерея

Краєвиди острова Хайнань
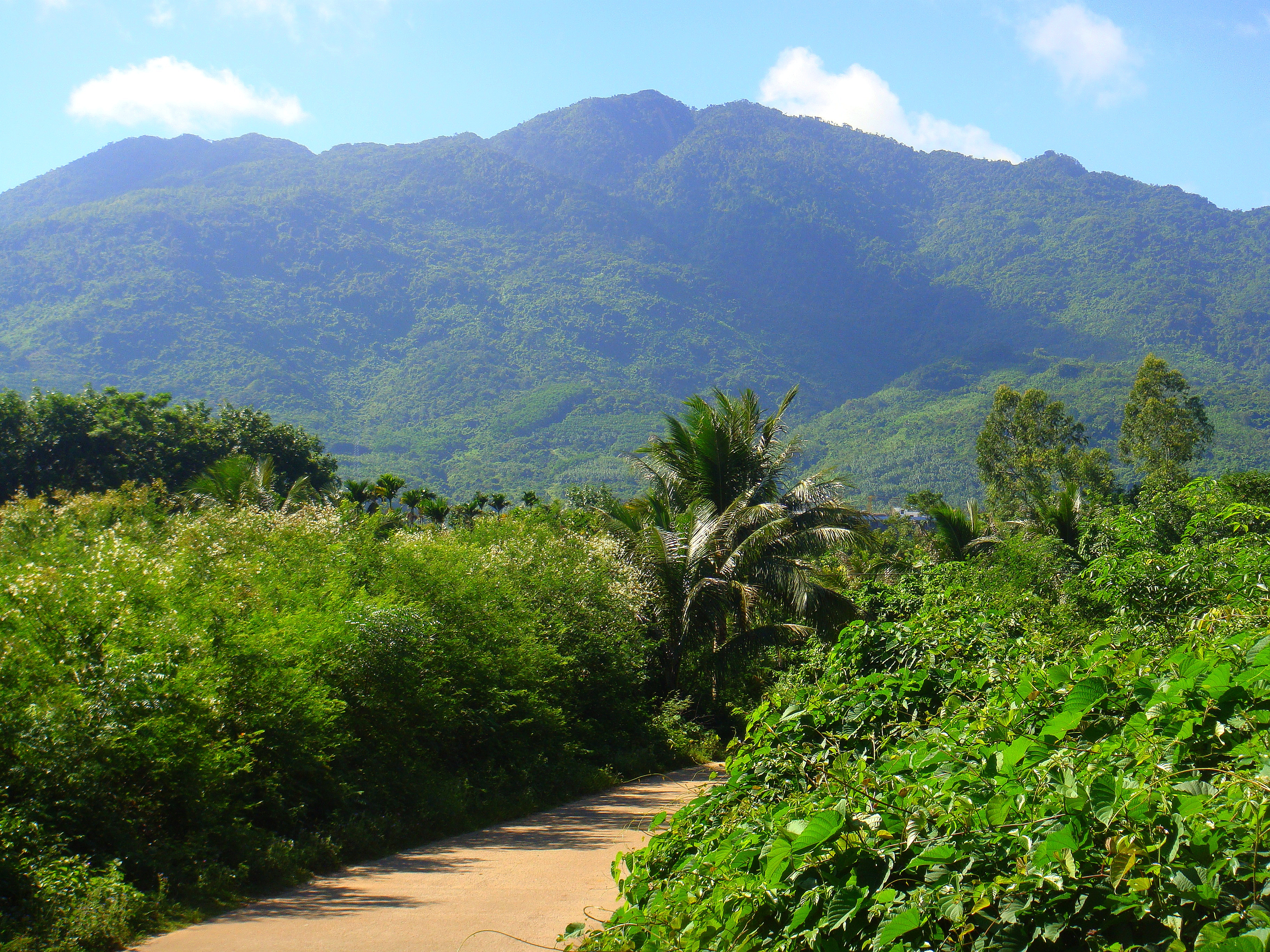
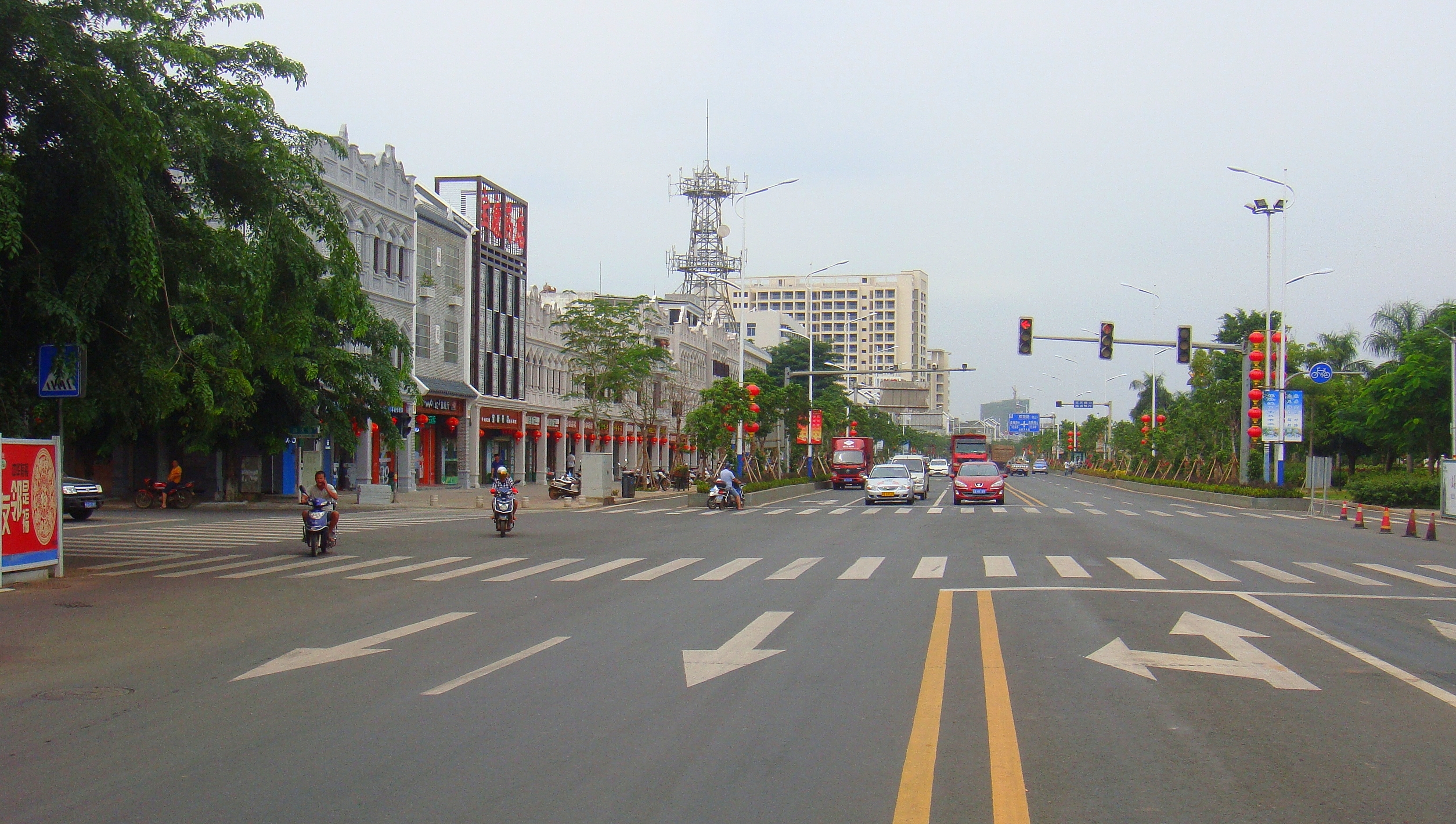
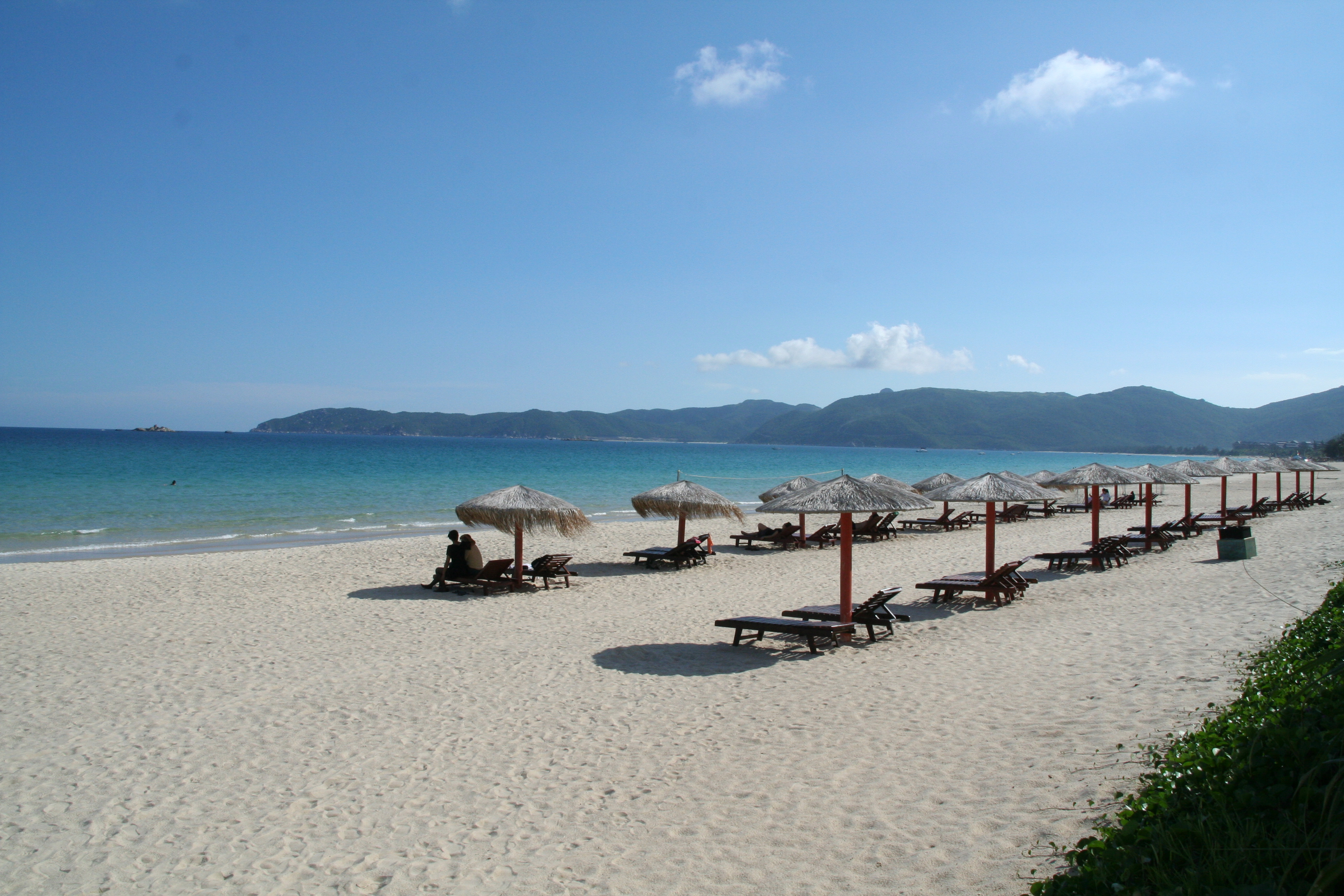
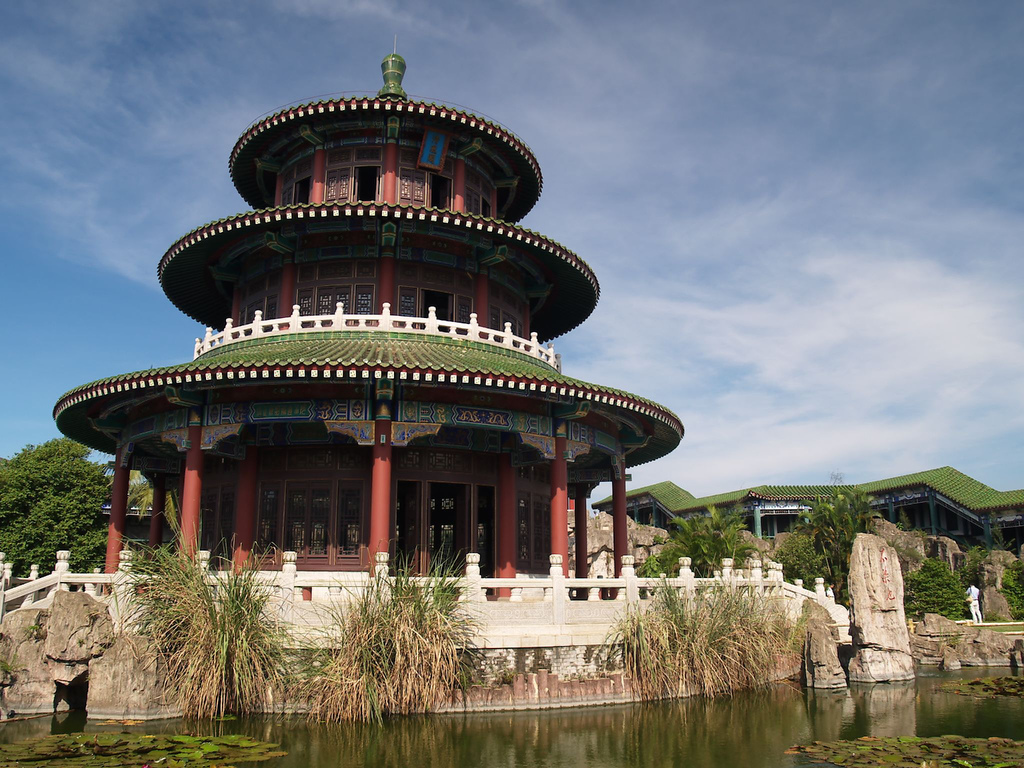